# Anna Roemers Visscher

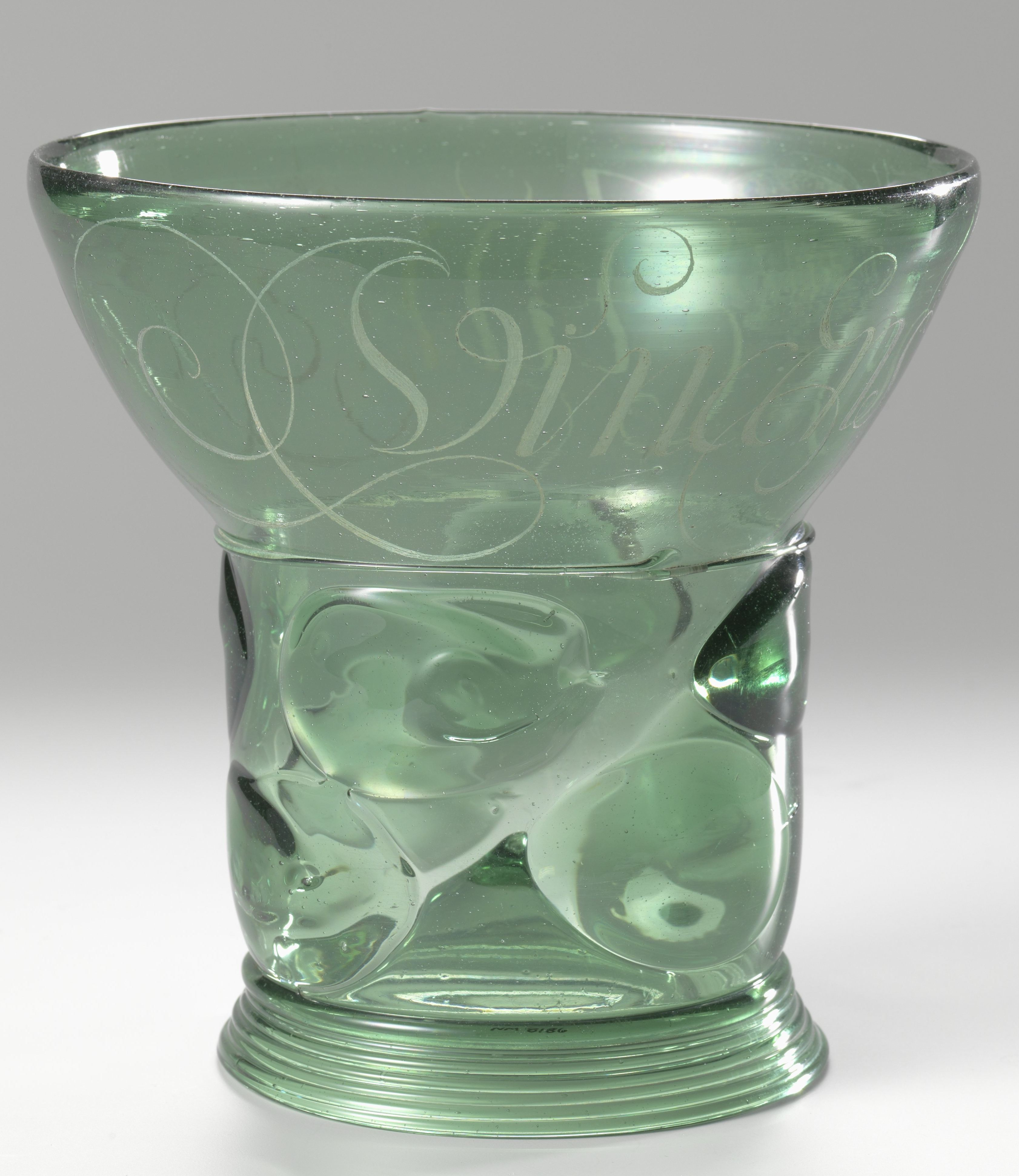
Berkemeyer gegraveerd door Anna Roemers Visscher 1746 'Vincens Tui' (Overwin Uzelf) Rijksmuseum Amsterdam

Anna Roemers(dochter) Visscher (Amsterdam, 2 februari (?) 1583 – Alkmaar, 6 december 1651) was een Nederlands dichteres en glasgraveerster.
Ze was de oudste dochter van Roemer Visscher en zuster van Maria Tesselschade Roemers Visscher. Zij ging op 17 januari 1624 in Amsterdam in ondertrouw met Dominicus Boot van Wesel, die tot een Dordts geslacht behoorde. Hij werd toen benoemd tot dijkgraaf en baljuw van de pas ingedijkte Wieringerwaard. Het echtpaar vestigde zich aldaar, maar de jonge vrouw was te Alkmaar, toen in 1625 haar oudste zoon geboren werd, en in 1626 in Den Haag, bij de geboorte van het tweede kind. Zij onderhield intensief contact met de Spaans gebleven gewesten, waar ook haar zonen op een Jezuïetenschool te Brussel opgeleid werden.
In 1646 werden beide zonen, Romanus (1625-1701) en Johannes (1626-1647), studenten te Leiden; ook de 60-jarige vader, die met zijn jongste zoon Hagenaar genoemd werd, liet zich inschrijven en het huisgezin, waarvan Anna Roemers eerst uitdrukkelijk in het album als het hoofd vermeld wordt, woonde toen tijdelijk in det huys van Anna van Kooten. Hieruit blijkt dat Anna geen weduwe was, zoals vroeger werd opgegeven. Johannes overleed in 1647, Roemer (Romanus) promoveerde en woonde later in Den Haag. Anna vestigde zich andermaal te Alkmaar en overleed er op 6 december 1651. Zij werd op 11 december bijgezet in een graf "op het koor" van de Grote of Sint-Laurenskerk. Op de aanwezige zerk is alleen nog een uitgekapt medaillon te zien.
Zij bezorgde een uitgave van Roemers Sinnepoppen, vertaalde de Honderd Christelijke Zinnebeelden van Georgette de Montenay (door Van Vloten uitgegeven naar het handschrift van Schinkel, s-Grav. 1854) en schreef enkele gedichten.

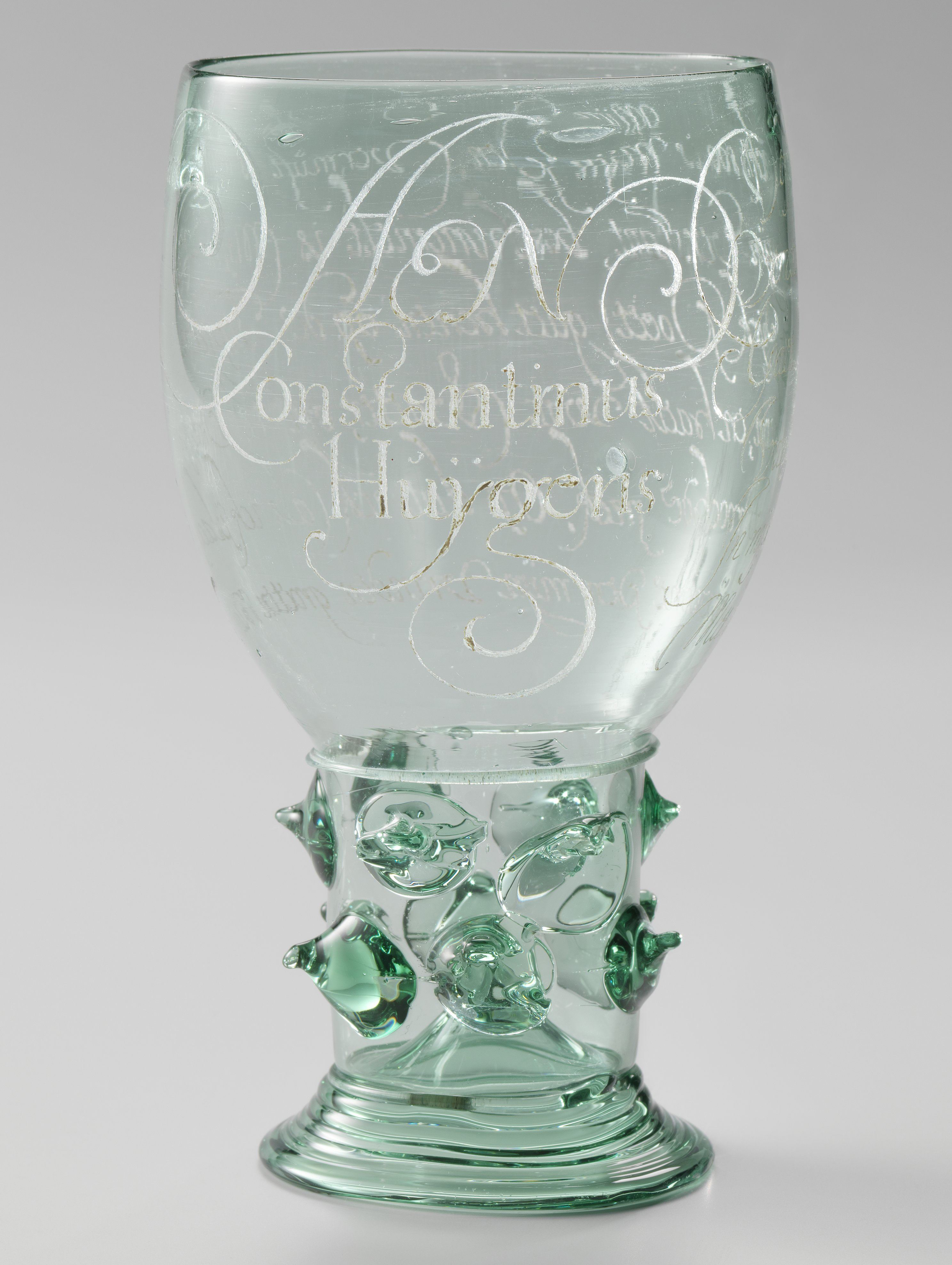
Anna Roemers Visscher: Roemer met een gedicht aan Constantijn Huygens, 1619, Rijksmuseum BK-1983-15